# Тумановский
Тумановский — посёлок в Завьяловском районе Алтайского края России. Административный центр и единственный населённый пункт Тумановского сельсовета.

## История
Посёлок был основан в 1926 году (по другим данным — в 1925 году). В 1926 году в посёлке имелось 180 хозяйств и проживало 964 человека. В административном отношении посёлок являлся центром сельсовета Завьяловского района Каменского округа Сибирского края.

## География
Посёлок находится в западной части Алтайского края, в пределах Кулундинской равнины, на расстоянии примерно 13 километров (по прямой) к западу от села Завьялово, административного центра района. Абсолютная высота — 186 метров над уровнем моря.

Климат умеренный, резко континентальный. Средняя температура января составляет −18,6 °C, июля — +19,3 °C.

## Население
| 1926 | 1997 | 1998 | 1999 | 2000 | 2001 | 2002 |
| ---- | ---- | ---- | ---- | ---- | ---- | ---- |
| 964  | ↘527 | ↘523 | ↗547 | ↗552 | ↘544 | ↘509 |
| 2003 | 2004 | 2005 | 2006 | 2007 | 2008 | 2009 |
| ↗514 | ↘494 | ↗495 | ↘494 | ↘489 | ↘479 | ↘452 |
| 2010 | 2011 | 2012 | 2013 | 2014 | 2015 | 2016 |
| ↘399 | ↘396 | ↘379 | ↘357 | ↘339 | ↘332 | ↘317 |
| 2017 | 2018 | 2019 | 2020 | 2021 |      |      |
| ↗325 | ↘317 | ↘310 | ↘305 | ↗307 |      |      |

Согласно результатам переписи 2002 года, в национальной структуре населения русские составляли 93 %.

## Инфраструктура
В посёлке функционируют основная общеобразовательная школа, фельдшерско-акушерский пункт (филиал КГБУЗ «Центральная районная больница с. Завьялово») и отделение Почты России.

## Улицы
Уличная сеть посёлка состоит из шести улиц.